# أدريانا فالكاو
أدريانا فالكاو (بالإنجليزية: Adriana Falcão)‏ (12 فبراير 1960، ريو دي جانيرو في البرازيل)؛ كاتِبة، سيناريست وروائية برازيلية.

## روابط خارجية
- أدريانا فالكاو على موقع IMDb (الإنجليزية)
- أدريانا فالكاو على موقع قاعدة بيانات الفيلم (الإنجليزية)